# كيني كلارك (لاعب كرة قدم أمريكية أمريكي)
كيني كلارك (بالإنجليزية: Kenny Clark)‏ هو لاعب كرة قدم أمريكية أمريكي، ولد في 4 أكتوبر 1995 في سان بيرناردينو في الولايات المتحدة.

## وصلات خارجية
- كيني كلارك على موقع إي إس بي إن.كوم (أن.أف.أل)3
- كيني كلارك على موقع مرجع كرة القدم المحترفة.كوم (الإنجليزية)